# أجنحة (مسلسل 1990)
أجنحة (بالإنجليزية: Wings)‏ هو مسلسل كوميدي تم إنتاجه في الولايات المتحدة. بدأ عرضه في سنة 1990 على هيئة الإذاعة الوطنية. بلغ عدد مواسم المسلسل 8 مواسم، بلغ عدد حلقاته 172 حلقة، وتبلغ مدة الحلقة الواحدة 23 دقيقة. تم بث المسلسل لأول مرة بتاريخ 19 أبريل 1990 بينما تم بث آخر حلقة منه بتاريخ 21 مايو 1997. من بطولة ستيفن ويبر، توماس هادن تشورتش وتوني شلهوب.

## روابط خارجية
- وينغز على موقع IMDb (الإنجليزية)
- وينغز على موقع ميتاكريتيك (الإنجليزية)
- وينغز على موقع الموسوعة البريطانية (الإنجليزية)
- وينغز على موقع روتن توميتوز (الإنجليزية)
- وينغز على موقع كينوبويسك (الروسية)
- وينغز على موقع ألو سيني (الفرنسية)
- وينغز على موقع قاعدة بيانات الفيلم (الإنجليزية)